# Lystlunden Grusbane
De Lystlunden Grusbane is een voormalige natuurijsbaan in Horten in fylke Vestfold in het zuiden van Noorwegen. De natuurijsbaan was in gebruik van 1910 tot en met 1993 en was gelegen op 6 meter boven zeeniveau. Het traditionele schaatsstadion van Lystlund werd in 1993 gesloten vanwege onstabiele winters die spuiten en bevriezen van het veld onmogelijk maakten.

## Grote wedstrijden
Nationale kampioenschappen
- 1913 - NK allround mannen
- 1918 - NK allround mannen
- 1931 - NK allround mannen
- 1934 - NK allround vrouwen
- 1953 - NK allround vrouwen
- 1965 - NK allround vrouwen
- 1968 - NK allround mannen
- 1973 - NK allround vrouwen

## Hortens Skøiteklub
De vereniging Hortens Skøiteklub maakte gebruik van de Lystlunden Grusbane. De Hortens Skøiteklub is opgericht op 23 maart 1911, maar was al in 1891 actief. De volgende bekende schaatsers waren lid van Hortens Skøiteklub:
- Harald Strøm
- Kristian Strøm
- Siw Sviggum
- Trond Dahl Hansen
- Geir Dåstøl